# Серкю, Патрик
Патрик Серкю (нидерл. Patrick Sercu, 27 июня 1944 — 19 апреля 2019) — бельгийский велогонщик, олимпийский чемпион и чемпион мира.
Родился в 1944 году в Руселаре. Сын велогонщика Альберта Серкю. В 1963 году стал чемпионом мира в спринте среди любителей. В 1964 году завоевал золотую медаль в гите на 1000 м на Олимпийских играх в Токио, а в спринте стал 5-м. В 1965 перешёл в профессионалы и в этом качестве завоевал две золотые и две серебряные медали чемпионатов мира.
По завершении спортивной карьеры стал организатором велогонок в Бельгии.